# Charles Lemaire (explorateur)
Pour les articles homonymes, voir Charles Lemaire et Lemaire.
Charles Lemaire (né le 26 mars 1863 à Cuesmes - mort le 21 janvier 1926 à Bruxelles) est un officier et explorateur belge en Afrique centrale. Il s'est rendu célèbre par ses voyages de découverte et les rapports détaillés qu'il a rédigés à leur sujet. Il est aussi connu comme auteur de quelques livres intéressants et surtout en tant que premier directeur de l'Université coloniale de Belgique établie à Anvers de 1920 à 1962 . De plus, il est aussi le premier véritable promoteur de l'espéranto en Belgique.

## Biographie
Charles François Alexandre Lemaire, né à Cuesmes le 26 mars 1863, est le fils de Léon Lemaire, négociant, et de Flore Lardinois.
Il fait des études primaires à l'école communale de Cuesmes puis secondaires à l'Athénée de Mons.
Le 21 octobre 1881, il est admis à l'École royale militaire et en sort sous-lieutenant au 2e régiment d'artillerie en 1886.
Le 1er novembre 1889, il s'engage au service de l'État indépendant du Congo et rejoint le Congo en qualité de commissaire adjoint du district des Cataractes. Il y inaugure une nouvelle ligne de portage plus aisée entre Matadi et Léopoldville. Dans ses mémoires, il expliquera plus tard avoir fait dès son arrivée au Congo usage de la force suivant en cela les pratiques usitées dans l'État indépendant du Congo. Dans un premier temps, la raison en était la conquête du territoire et ensuite l'exploitation des richesses économiques (telles que la récolte du caoutchouc).

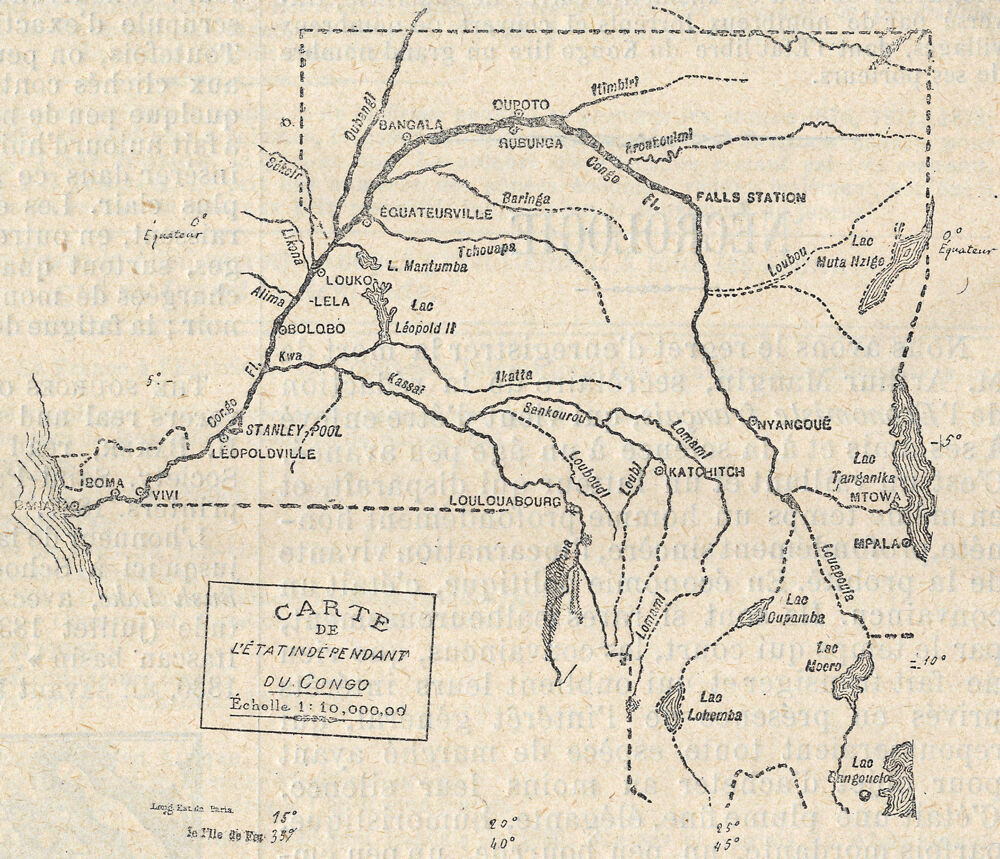
Carte de l'État indépendant du Congo.

En décembre 1890, il est désigné pour assumer la direction du nouveau district de l'Équateur. Il transfère le chef-lieu de district  d'Équateurville (au confluent du Ruki et du Congo), sur la rive gauche du Ruki et y fonde Coquilhatville. Il y réside jusqu'en 1893 et y développe les premières plantations de caféiers, de cacaoyers et de tabac dont il envisage la mise en valeur économique. Il fait également des reconnaissances au cours desquelles il fait de nombreuses observations géographiques, ethnographiques et botaniques sur le cours de la rivière Luki, sur lac Lumbi, la rivière Lulonga et lac Tumba.
Il rentre en Belgique en octobre 1893 ayant achevé son premier terme dans l'État indépendant du Congo et après avoir été blessé par balle lors du trajet de retour sur le fleuve Congo.
En juillet 1895, Il retourne au Congo en tant que membre de la commission d'inspection des travaux du chemin de fer Matadi-Léopoldville.
De retour en Belgique en 1897, il est nommé secrétaire-général de la section du Congo à Tervuren faisant partie de l'Exposition internationale de Bruxelles.
Mandaté par le roi Léopold II, il retourne au Congo en 1898 et entreprend un grand voyage d'exploration au Katanga. Il y effectue des travaux cartographiques. Entre le mois d'avril 1898 et le mois de septembre, l'expédition de Charles Lemaire est accompagnée du photographe et taxidermiste François Michel (1855-1932)de la côte est africaine, par Moliro jusqu'au lac Dilolo, ensemble avec Lemaire, le chef de caravane Justin Maffei, le peintre belge Léon Dardenne et les géologues Jean De Windt et William Caisley. Il était chargé de la réalisation des photos de l'expédition en cours de route et de la constitution d'une collection d'histoire naturelle. Le voyage de retour par le fleuve Congo s’achève en 1900 au bout de 6 600 km et après avoir traversé d'est en ouest le continent africain. Lemaire fait ensuite rapport au gouvernement de l'État Indépendant sur ses relevés géodésiques et géographiques dont certains extraits sont publiés par la Belgique Coloniale, La Société Belge de Géologie et le Service météorologique de Belgique.
Nommé capitaine-commandant en 1902, il explore le Bhar-El-Ghazal et l'enclave de Lado avec Albert Paulis avant de rentrer en Europe en 1905 par la voie du Nil. La moisson scientifique de cette expédition est cette fois encore impressionnante. En deux ans et demi, la mission établit 135 positions astronomiques. Le commandant Lemaire a dressé de son itinéraire une carte et un atlas, donnant, outre le relevé topographique, ses observations botaniques, zoologiques et géologiques.
En janvier 1906, la justice de l'État indépendant du Congo le relève de son commandement. Elle l'accuse lui et un certain nombre d'agents de l'État indépendant de « sévérité abusive envers les militaires indigènes (…) coupables de sévices sur la population civile ». Il subit une disgrâce qui l'incite à remettre, en mars 1907, sa démission de son poste au Congo. Il est en outre admis à la pension de l'armée belge. Dans ses mémoires, il reconnaît lui-même avoir, dès son arrivée au Congo, pendant quatre ans employé la force vis-à-vis des populations locales notamment en brûlant des villages. Après avoir ouvert les yeux sur ces brutalités, il a alors cherché à protéger les indigènes contre les excès de la Force publique dont la mission principale était devenu de réquisitionner la main d'œuvre indigène pour la collecte du caoutchouc.
Après sa démission en 1907, il contribue à la diffusion des langues universelles, « espéranto » et « ido », donne des conférences sur l'Afrique et écrit ses mémoires.
Il sort de sa disgrâce lorsqu'en 1920, le ministre des Colonies Louis Franck, prenant en compte ses connaissances scientifiques au Congo, le nomme directeur de l'École coloniale supérieure d'Anvers lors de sa fondation. Il est également élu membre associé de l'Académie des sciences coloniales en 1923 et faisait partie de nombreuses sociétés scientifiques et géographiques.
Il meurt à Bruxelles le 21 janvier 1926 et ses funérailles avec les honneurs militaires sont célébrées le 25 janvier 1926.

## Hommages
Une espèce de poisson, Grammatotria lemairii qui a été collecté dans le lac Tanganyika, a été nommée d'après son nom. Une plaque commémorative reproduisant ses traits a été placée à Cuesmes et l'on trouve une « rue commandant Lemaire » à Mons.

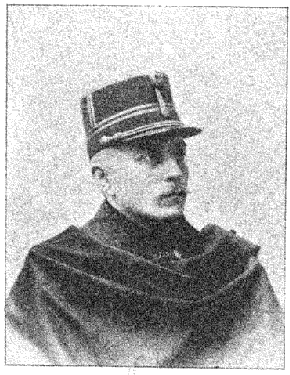
Charles Lemaire
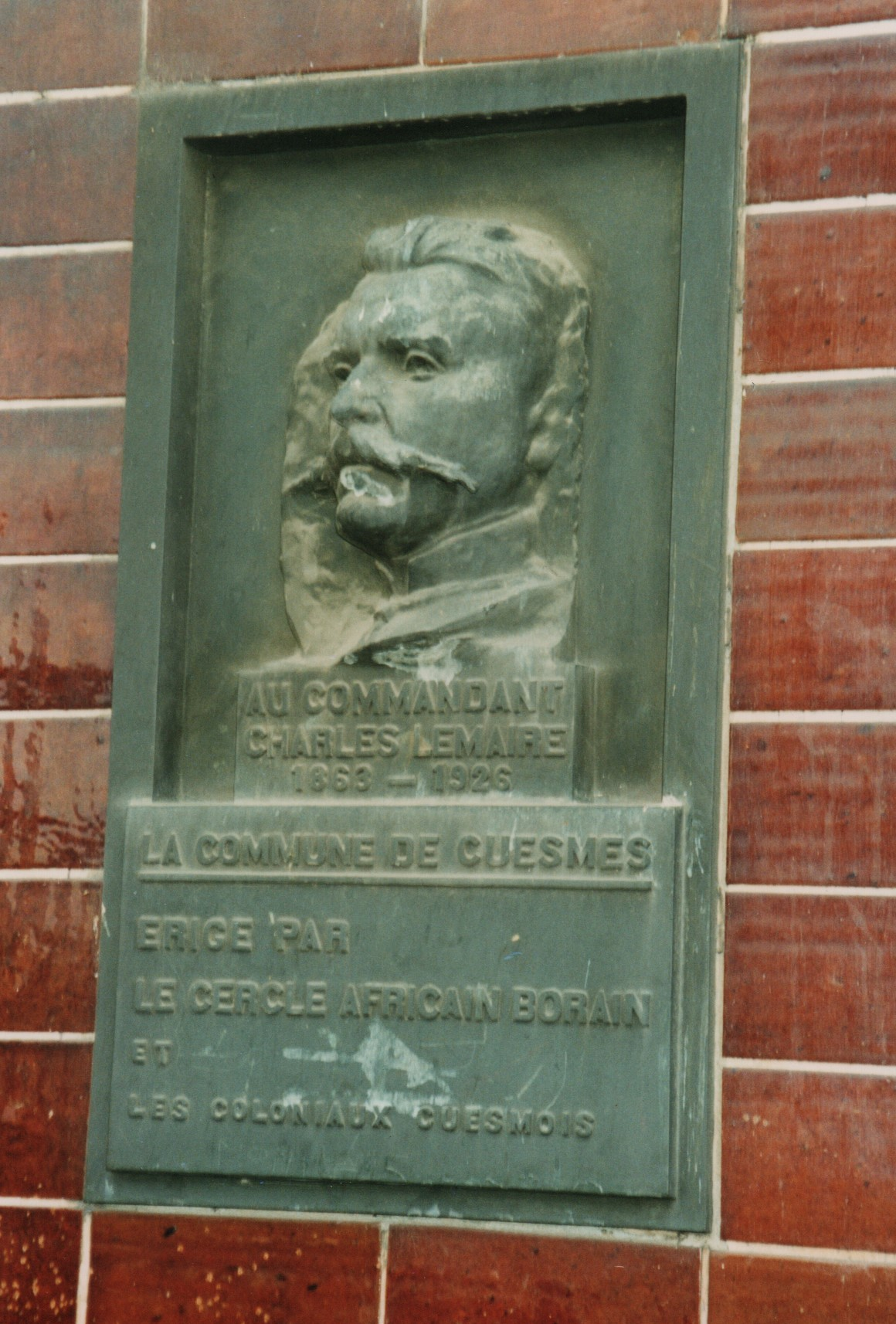
Plaque commémorative à Cuesmes
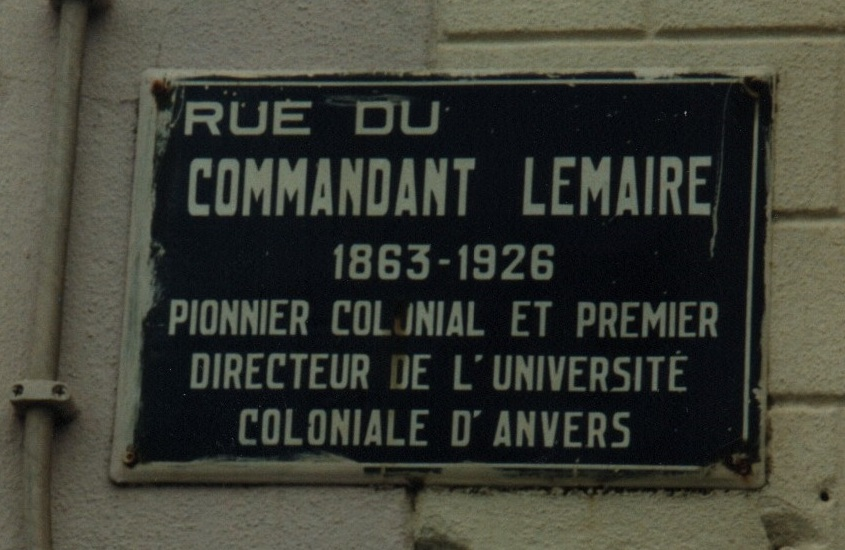
Plaque de rue au nom de Charles Lemaire

## Distinctions
- Commandeur de l'ordre de la Couronne (Belgique)[11].
- Officier de l'ordre de Léopold (Belgique)[11].
- Croix militaire de 2e classe (Belgique).
- Chevalier de l'ordre royal du Lion (État indépendant du Congo).
- Étoile de Service (État indépendant du Congo).
- Médaille commémorative du règne du roi Léopold II (Belgique).
- Chevalier de l'ordre de l'Étoile noire du Bénin (France/Bénin).
- Médaille d'or de la Société de géographie d'Anvers.
- Médaille d'or de la Société de géographie de Paris.
- Médaille d'or du prix Malte Brun.

## Publications
- 1894 : Congo et Belgique : (à propos de l'Exposition d'Anvers) / par le lieutenant Lemaire, Ch.
- 1895 : Au Congo : comment les noirs travaillent, par le lieutenant Lemaire, Ch[13].
- 1897 : Africaines , édit Bulens , contributions à l'histoire de la femme en Afrique
- 1898-1900 : Etat indépendant du Congo. Mission scientifique du Katanga. Itinéraire parcouru du 5 août 1898 au 2 mars 1900 / Observateurs le lieutenant Ch. Lemaire
- 1901 : Mission scientifique du Katanga : résultats des observations astronomiques, magnétiques et altimétriques effectuées sur le territoire de l'État indépendant du Congo / par le capitaine Lemaire, Charles, Bulens éditeur, Bruxelles.